# Monodora grandidieri
Monodora grandidieri Baill. – gatunek rośliny z rodziny flaszowcowatych (Annonaceae Juss.). Występuje naturalnie w Kenii, Tanzanii, Malawi oraz Mozambiku. 

## Morfologia
PokrójMałe drzewo lub krzew dorastające do 2,5–12 m wysokości.
LiścieMają kształt od lancetowatego do odwrotnie jajowatego. Mierzą 7,5–20 cm długości oraz 3,5–8,5 cm szerokości. Są prawie skórzaste. Nasada liścia jest sercowata. Blaszka liściowa jest o spiczastym wierzchołku. Ogonek liściowy jest lekko owłosiony i osiąga 2–3 mm długości.
KwiatyPojedyncze, rozwijają się na szczytach pędów. Działki kielicha mają kształt od lancetowatego do trójkątnego i mierzą 10–20 mm długości. Płatki zewnętrzne mają kształt od lancetowatego do łyżeczkowatego i zieloną lub żółtą barwę z purpurowymi plamkami, osiągają 3,5–6,5 cm długości, natomiast wewnętrzne maja kształt od strzałkowatego do trójkątnego, są czerwonawe, mniej lub bardziej nachylone ku sobie, mierzą 7–9 cm długości.
OwoceZwisające owocostany o kształcie od elipsoidalnego do odwrotnie jajowatego. Mierzą 4–4,5 cm średnicy.

## Biologia i ekologia
Rośnie w wilgotnych wiecznie zielonych lasach, na brzegach rzek. Występuje na wysokości do 600 m n.p.m.